# 大山町所子
大山町所子（だいせんちょうところご）は、鳥取県西伯郡大山町にある重要伝統的建造物群保存地区。大山町所子の一部、約25.8haの範囲である。

## 概要
大山町所子は、大山の北麓に広がる扇状地上にあり、大山から流れる阿弥陀川から引いた水路を利用した田畑を主要産業として発展した農村集落である。
中世に京都の賀茂御祖神社（下賀茂神社）の社領として定着し、近世に入り鳥取藩となり現在の集落が形成された。集落内を通る大山への参詣道である坊領道沿いには、重要文化財に選定されている門脇家住宅があり、これらを含めた近世から昭和初期にかけて建築された大規模な主屋や附属屋等からなる農家の家屋群と、集落内をめぐる水路や田畑等が一体となった伯耆地方の伝統的な農村景観を形成している。江戸時代中期に集落の南東にカミ、北西にシモの2つの集落群が形成され、近世に入り役場や小学校が置かれた。
家屋は道に主軸方向を沿わせた主屋、その周囲に長屋門や厩舎や蔵などが建てられている。主屋の多くは切妻造の平屋か建ちの低い二階建となっている。屋根には赤茶色の石州瓦もしくは黒色の真子瓦が用いられている。
2013年12月27日に重要伝統的建造物群保存地区に選定された。

## 重要伝統的建造物群保存地区データ
地区名称：大山町所子
種別：農村集落
選定年月日：2013年12月27日
選定基準：（3）伝統的建造物群及びその周囲の環境が地域的特色を顕著に示しているもの
面積：25.8ha

## 主な建造物・施設
- 門脇家住宅
- 東門脇家住宅
- 南門脇家住宅
- 美甘家住宅
- 賀茂神社
- 旧所子郵便局
- 所子村役場跡
- 精華尋常高等小学校跡

## アクセス
- JR東日本山陰本線大山口駅下車　徒歩約20分
- 山陰自動車道大山インターチェンジから車で約5分

## 周辺情報
- 大山隠岐国立公園
- 大山
- 大山寺
- 大神山神社
- 名和神社
- 大山道
- 中山いさい踊り